# Виолетт, Дэйв
Дэ́вид «Дэйв» Виоле́тт (англ. David «Dave» Violette; род. 5 декабря 1963, Портидж, Висконсин) — американский кёрлингист.
В составе мужской сборной США участник чемпионата мира 1998. Чемпион США среди мужчин (1998).
Играл в основном на позициях второго и третьего.

## Достижения
- Чемпионат США по кёрлингу среди мужчин: золото (1998), серебро (1995, 2000), бронза (1996, 1997, 1999, 2001).

## Команды
| Сезон   | Четвёртый    | Третий         | Второй         | Первый         | Запасной                              | Турниры                       |
| ------- | ------------ | -------------- | -------------- | -------------- | ------------------------------------- | ----------------------------- |
| 1994—95 | Пол Пустовар | Дэйв Виолетт   | Ричард Маскел  | Стив Браун     |                                       | ЧСША 1995                     |
| 1995—96 | Пол Пустовар | Дэйв Виолетт   | Ричард Маскел  | Стив Браун     |                                       | ЧСША 1996                     |
| 1996—97 | Стив Браун   | Дэйв Виолетт   | Ричард Маскел  | Пол Пустовар   |                                       |                               |
| 1997—98 | Пол Пустовар | Дэйв Виолетт   | Грег Уилсон    | Кори Уорд      | Шон Рожески (ЧМ) тренер: Билл Чирхарт | ЧСША 1998 · ЧМ 1998 (6 место) |
| 1998—99 | Пол Пустовар | Дэйв Виолетт   | Грег Уилсон    | Майк Пеплински |                                       |                               |
| 1999—00 | Пол Пустовар | Дэйв Виолетт   | Майк Пеплински | Кори Уорд      | Грег Уилсон                           | ЧСША 2000                     |
| 2000—01 | Пол Пустовар | Майк Пеплински | Дэйв Виолетт   | Кори Уорд      | Doug Anderson                         | ЧСША 2001                     |
| 2001—02 | Пол Пустовар | Майк Пеплински | Дэйв Виолетт   | Кори Уорд      | Doug Anderson тренер: Майк Лиапис     | АООК 2001 (4 место)           |

(скипы выделены полужирным шрифтом)

## Частная жизнь
Женат, двое детей.
Закончил Университет Висконсина в 1986 году.
Начал заниматься кёрлингом в 1974 в возрасте 11 лет по примеру своих родителей, которые играли в кёрлинг на любительском уровне.